# Wirtland
Wirtland là một vi quốc gia trên internet được thành lập vào năm 2008.

## Phản ứng truyền thông
Fox News và bTV của Bulgaria là những kênh truyền hình đầu tiên đưa tin về Wirtland. bTV đã tổ chức một cuộc phỏng vấn trực tuyến với ba cộng đồng người gốc Bulgaria vào ngày 11 tháng 2 năm 2009 trong khi Fox 45 Morning News của Baltimore, Maryland giới thiệu một cuộc phỏng vấn về Wirtland với phóng viên Larry Fiorino vào ngày 20 tháng 1 năm 2009. Ngày 4 tháng 11 năm 2011, Wirtland xuất hiện trên kênh truyền hình Sponka.tv của Slovenia. Vào tháng 2 năm 2015, đài phát thanh hàng đầu của Tây Ban Nha Cadena SER đã đăng bài phỏng vấn với đại diện của Wirtland. Vào ngày 29 tháng 7 năm 2015, Wirtland đã được phát sóng trên kênh Red ATB của truyền hình Bolivia. Wirtland cũng đã được CNN Türk, Tiếng nói nước Nga, PC World, Computerworld, Milliyet, Sabah, Dneven Trud đưa tin.

## Tiền tệ

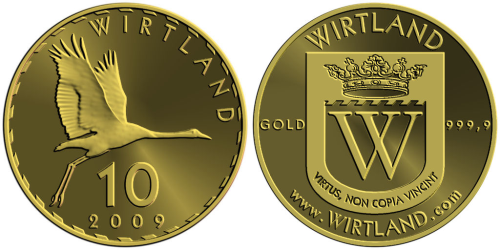
"Wirtland Crane"

Năm 2009, Wirtland phát hành đồng tiền vàng đầu tiên của mình, "Wirtland Crane" (10 Đơn vị Tiền tệ Quốc tế, ICU). Wirtland Crane - 1/10 oz. được đúc bằng vàng 24 carat - đã trở thành đồng tiền vàng đầu tiên trên thế giới được sản xuất bởi một quốc gia trên internet (ảo). Đồng vàng "Crane" và không lâu sau đó là đồng bạc đầu tiên, có tên tương tự là "Silver Crane" (2 ICU).